# Pyrrhula leucogenis
Pyrrhula leucogenis là một loài chim thuộc họ Fringillidae.
Chúng chỉ được tìm thấy ở Philipin.
Môi trường sống tự nhiên của chúng là các vùng rừng montane ẩm nhiệt đới hoặc cận nhiệt đới.